# Bay Parkway (BMT West End Line)
Pour les articles homonymes, voir Bay Parkway.
La station Bay Parkway (anciennement Bay Parkway–22nd Avenue) est une station express de la BMT West End Line  du métro de New York, située dans le quartier de Bensonhurst à l'intersection de Bay Parkway et de la 86th Street. La station est desservie par la ligne D en tout temps.

## Histoire
La station a été ouverte le 29 juillet 1916 lors de l’extension de la ligne vers la 25e Avenue.
Les quais ont été agrandis dans les années 1950 pour accueillir les nouveaux trains de la division B, soit 615 pieds (187,45 mètres).
Cette station a également servi comme terminus en heure de pointe pour la ligne M, jusqu’en 2010,.
En 2012, plusieurs stations de la West End Line dont Bay Parkway ont été rénovées et trois ascenseurs ont été ajoutés dans le cadre du financement de l'American Recovery and Reinvestment Act de 2009. 

## Agencement de la station
| Niveau de la plateforme |                                    |                                                                                         |
| Quai direction nord     | ← vers Norwood-205th Street        |                                                                                         |
| Plateforme centrale     |                                    |                                                                                         |
| Express                 | Pas de service régulier            |                                                                                         |
| Plateforme centrale     |                                    |                                                                                         |
| Quai direction sud      | vers Coney Island-Stilwell Avenue→ |                                                                                         |
| Mezzanine               | Mezzanine                          | Vers les ascenseurs, entrées et sorties, agent de station et machines MetroCard et OMNY |
| Rez-de-chaussée         | Niveau de la rue                   | Entrée/sortie                                                                           |

## Galerie

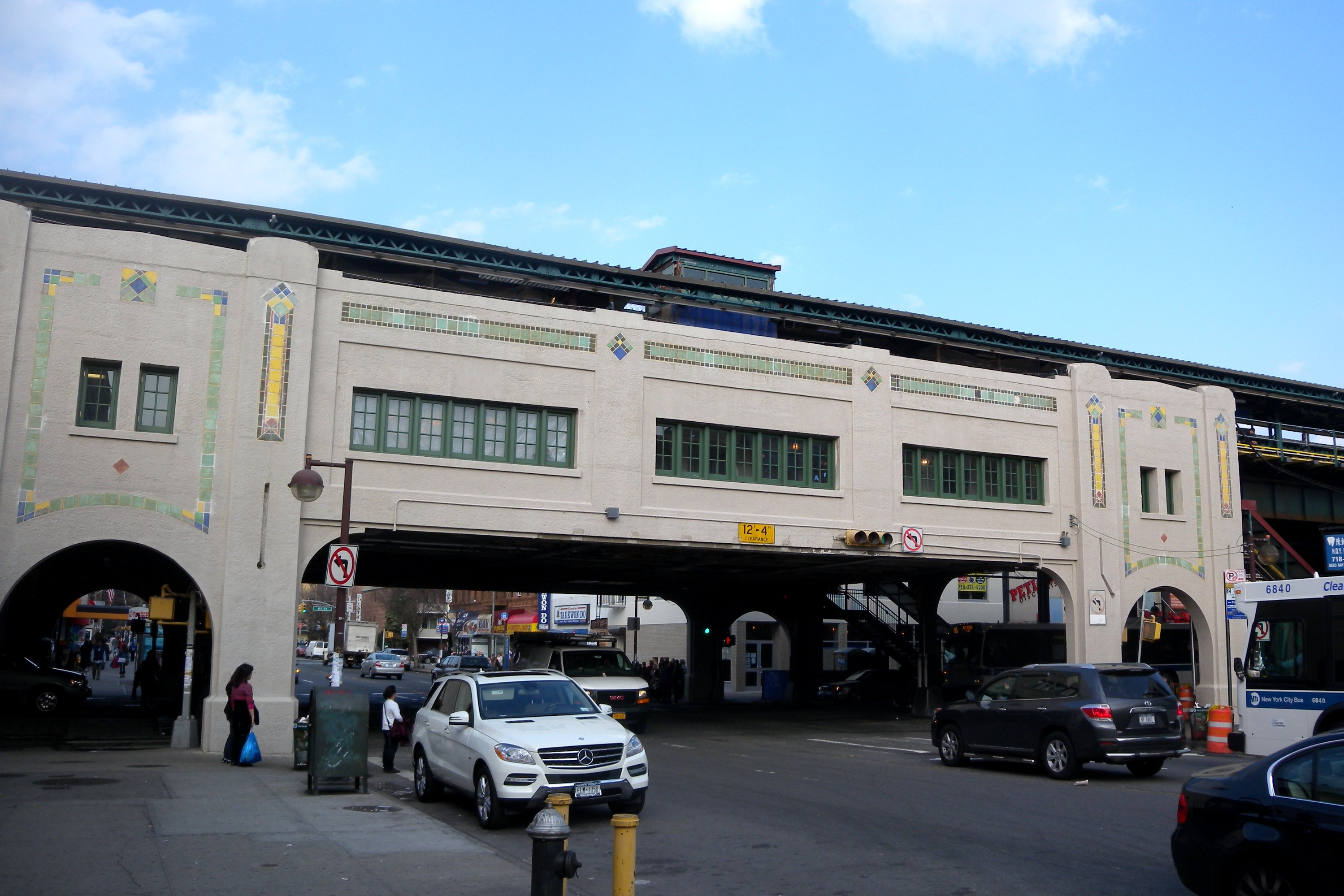
Maison de gare surélevée et structure
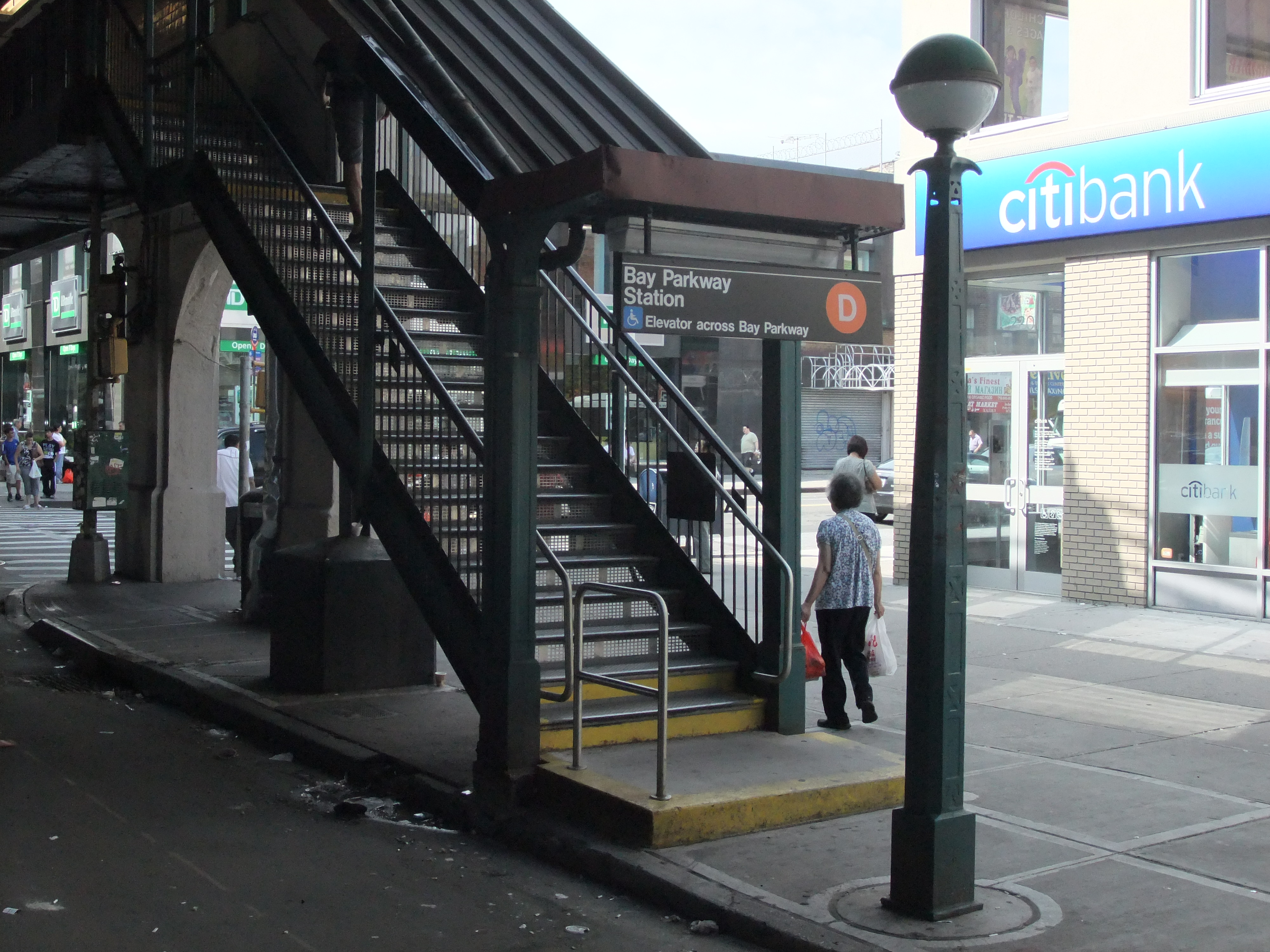
Escalier de la rue du sud-est
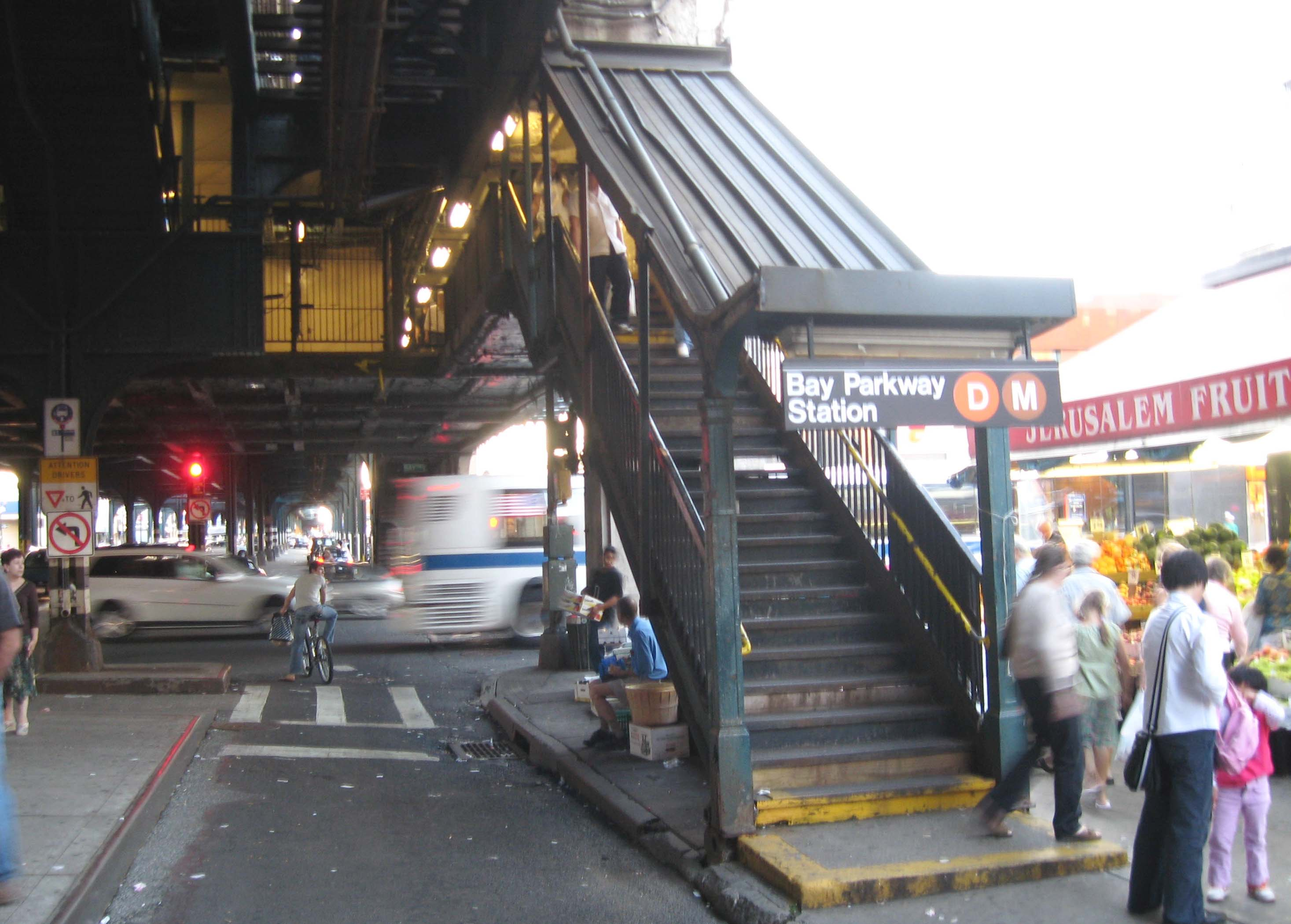
L'entrée
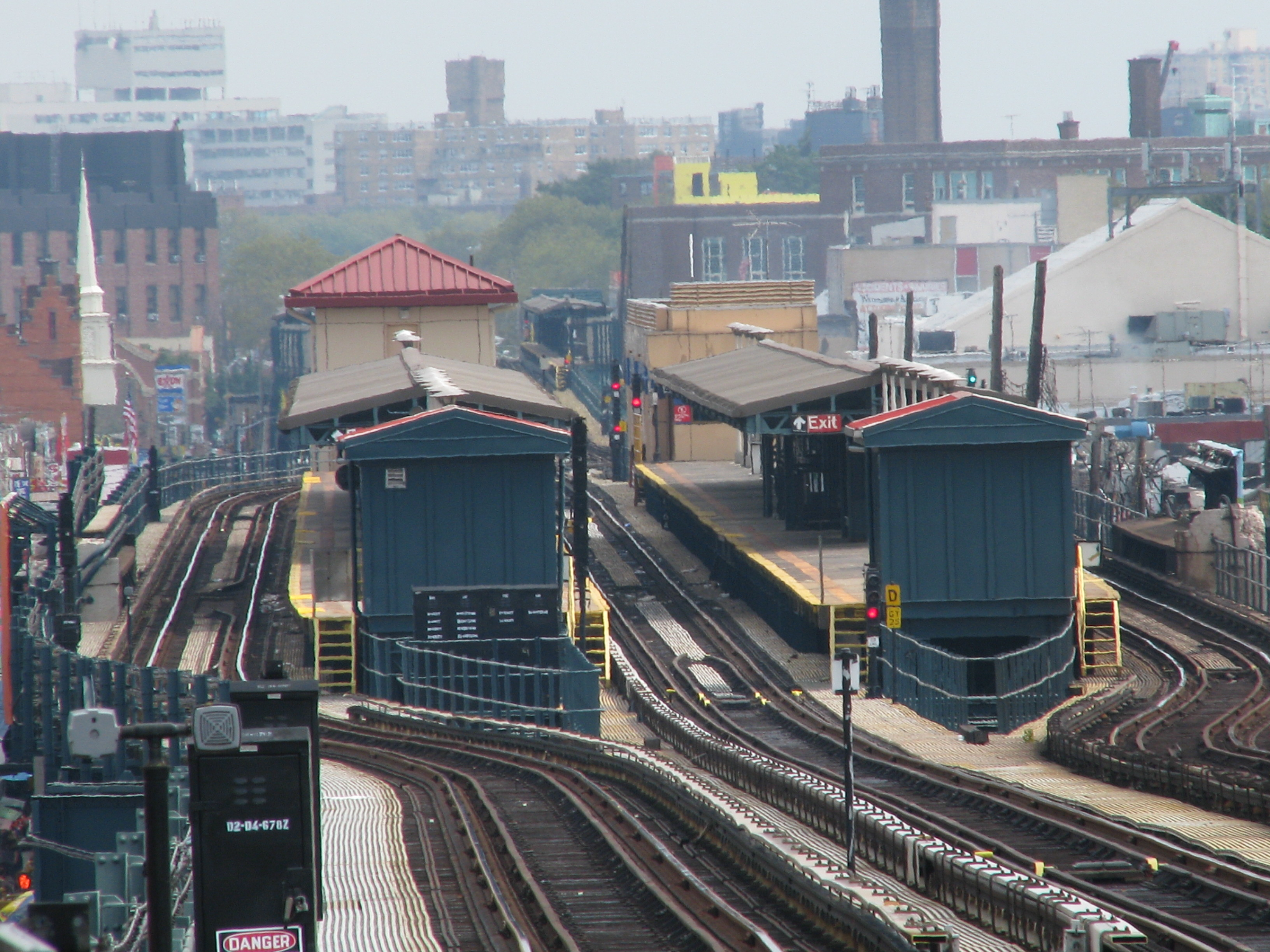
La gare vue depuis la station 20th Avenue.
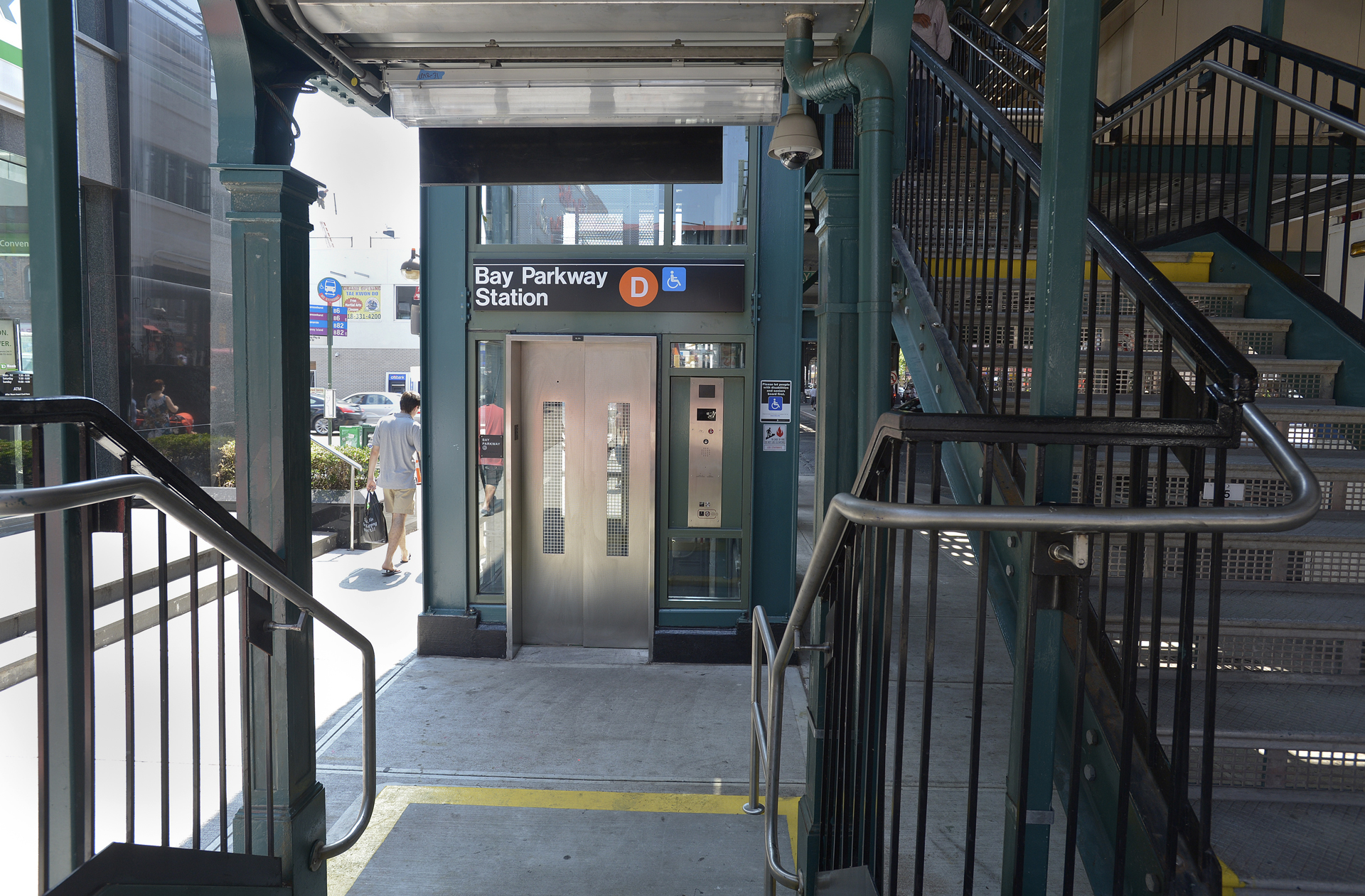
L'un des trois nouveaux ascenseurs
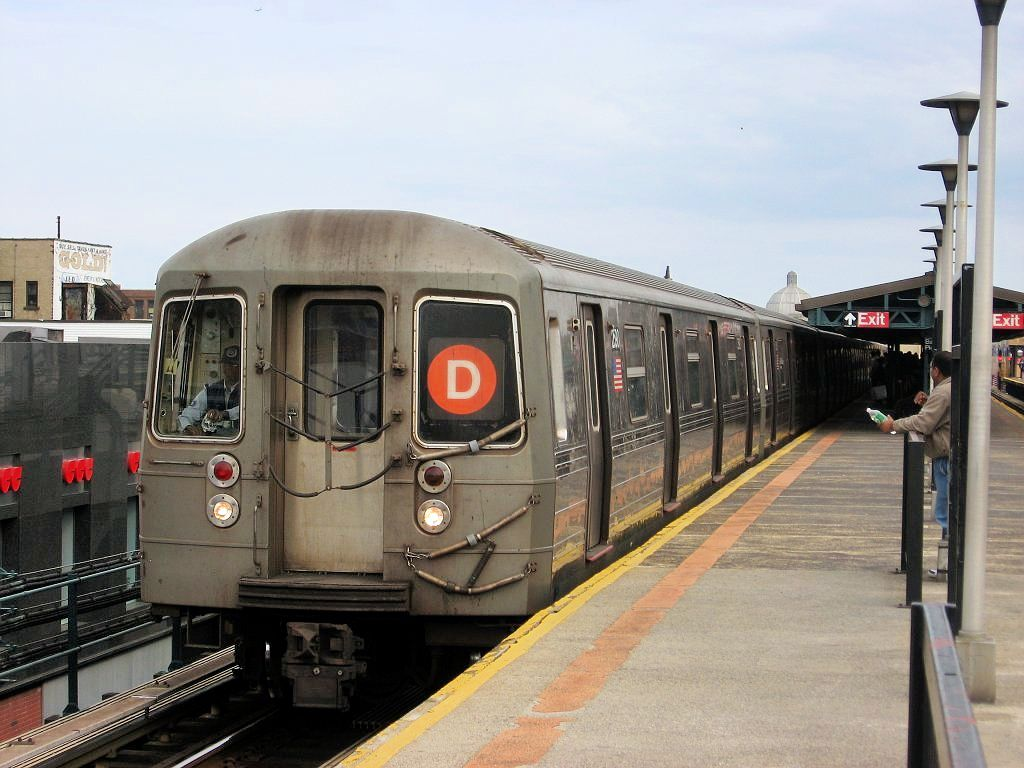
Un train R68 de la ligne D.